# Walter Schübler

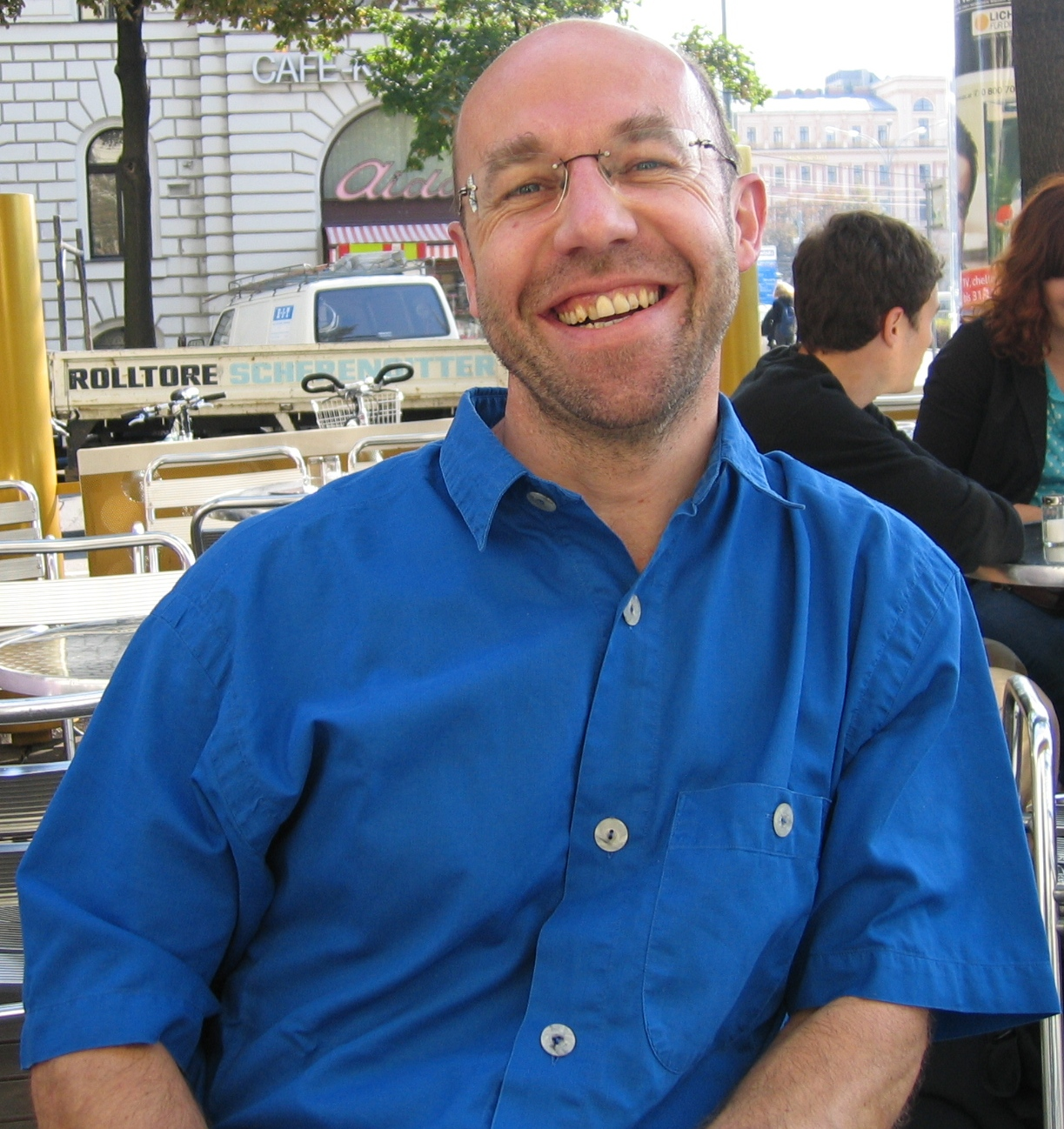
Walter Schübler (2004)

Walter Schübler (* 6. August 1963 in Lindach / Oberösterreich) ist ein österreichischer Biograf und Literaturwissenschaftler, der in Wien lebt und arbeitet.

## Leben und Werk
Walter Schübler schloss sein Übersetzerstudium (Französisch, Englisch, Portugiesisch), das er mit einer Dissertation über François Rabelais ab. Danach war er als Lektor, Übersetzer und Literaturkritiker für Zeitungen, Zeitschriften und den ORF-Hörfunk tätig. Er war mehrere Jahre lang freier Redakteur des Spectrums, der Wochenend-Feuilleton-Beilage der Wiener Tageszeitung Die Presse.
Schübler hat sich auf das Schreiben von Biografien spezialisiert: Zu Johann Nestroys 200. Geburtstag erschien Schüblers „Short-cuts“-Biografie über Nestroy. Es folgte die so genannte „Pasticcio“-Biografie über das vermeintliche Vorbild der Mephisto-Figur, den Goethe-Freund Johann Heinrich Merck. 2012 erschien Schüblers „Zoom-Biografie“ über Gottfried August Bürger. Nach dem Abschluss eines mehrjährigen Forschungsprojektes über den Wiener Schriftsteller Anton Kuh, das als „bio-bibliografische Grundlagensicherung“ und Vorarbeit für eine monografische Einzelstudie sowie Basis für eine kommentierte Werkausgabe gedacht war, die Ende 2016 in sieben Bänden veröffentlicht wurde, legte Schübler eine entsprechende Biografie vor. 2020 veröffentlichte er eine quellennahe Aufbereitung des Skandalprozesses gegen Marcell Veith. Dieser wurde 1909 unter regem Interesse der Öffentlichkeit verurteilt, seine minderjährige Adoptiv-Tochter Mizzi zur Prostitution gezwungen zu haben. Gegenwärtig forscht Schübler zum Journalisten Karl Tschuppik.
Als Publizist hat Schübler gelegentlich ausgewählte wissenschafts- sowie förderpolitische Missstände, beispielsweise Werner Welzigs umstrittenes „Fackel-Wörterbuch-Projekt“ der Österreichischen Akademie der Wissenschaften sowie die gleichfalls umstrittene Tätigkeit der Direktorin der Österreichischen Nationalbibliothek, Johanna Rachinger, medial wirksam thematisiert. Im August 2014 erhielt Walter Schübler den „Preis der Stadt Wien für Publizistik“ zuerkannt.

## Preise und Auszeichnungen
- 2014: Preis der Stadt Wien für Publizistik

## Werke
- Walter Schübler: Anton Kuh. Bio-bibliografische Grundlagensicherung. In: Kakanien revisited. 8. August 2009, abgerufen am 16. August 2014.
- Walter Schübler: Bibiana Amon. Eine Spurensuche. Edition Atelier, Wien 2022, ISBN 978-3-99065-069-1.
- Walter Schübler: Vom Essen zwischen den Kriegen. Edition Atelier, Wien 2024, ISBN 978-3-99065-110-0

### Biografien
- Nestroy. Eine Biografie in 30 Szenen. Residenz Verlag, Salzburg 2001, ISBN 3-7017-1227-1.
- Johann Heinrich Merck (1741–1791). Biografie. Verlag Hermann Böhlaus Nachfolger, Weimar 2001, ISBN 3-7400-1156-4.
- Gottfried August Bürger. Biographie, Verlag Traugott Bautz, Nordhausen 2012, ISBN 978-3-88309-747-3.
- Anton Kuh. Biographie. Wallstein, Göttingen 2018, ISBN 978-3-8353-3189-1 (Verlagspräsentation) und Digitalisat.

### Monographien
- »Komteß Mizzi«. Eine Chronik aus dem Wien um 1900. Göttingen, Wallstein 2020, ISBN 978-3-8353-3624-7.

### Herausgeber
- Anton Kuh: Werke. Herausgegeben von Walter Schübler. Sieben Bände. Wallstein Verlag Göttingen 2016, ISBN 978-3-8353-1617-1.
- Anton Kuh: Jetzt können wir schlafen gehen! Zwischen Wien und Berlin. Herausgegeben und mit einem Nachwort von Walter Schübler. Metroverlag Wien 2012, ISBN 978-3-99300-069-1.

### Publizistische Kritik
- Des Präsidenten neue Kleider. Über Werner Welzigs „Wörterbücher der ,Fackel‘“. In: Wespennest, Nr. 117. 10. Dezember 1999.
- Walter Schübler: „Die Generalin“ oder: Wie man eine Nationalbibliothek herunterwirtschaftet. In: „Recherche“. Zeitung für Wissenschaft. Nr. 3/2011. S. 27. 30. November 2011, abgerufen am 16. August 2014.
- Walter Schübler: Jüngelismus & Operettenvertrottlung. Über die verzerrte Wahrnehmung Anton Kuhs. In: „Recherche“. Zeitung für Wissenschaft. 14. Januar 2013, abgerufen am 16. August 2014.
- Walter Schübler: Eitel Wonne. Kraus-Jüngel unter sich. Brief eines Lesenden. In: Anton-Kuh-Webseite. 2. April 2014, abgerufen am 25. Oktober 2016.
- Walter Schübler: Wider die „Kaffeehausliteratur“. In: Wiener Zeitung, 5. Jänner 2019, online
- Walter Schübler, Und lernte ihn Camilla nicht nach dem Polospiel kennen? Wie die Queen von Christoph Ribbat, FAZ 16. September 2022